# Testacroce

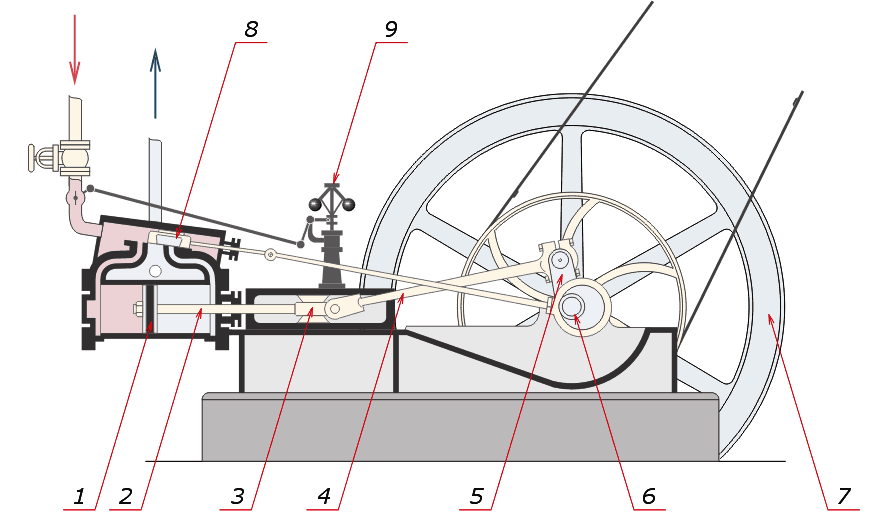
Il punto 3 è il testacroce

Funzionamento del testacroce

Il testacroce (o testa-croce o testa a croce) è un organo meccanico che viene utilizzato nelle grandi macchine alternative, quali le motrici a vapore o i grossi motori diesel quali quelli impiegati per la propulsione navale.

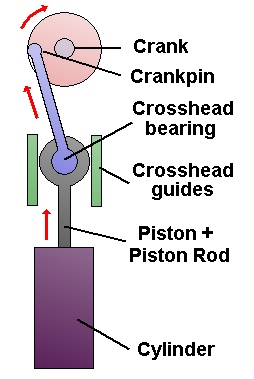
Schema del sistema a testacroce nei motori alternativi

## Caratteristiche ed utilizzo
Il testacroce collega lo stelo dello stantuffo al piede di biella, obbligando quest'ultimo a muoversi di moto rettilineo.  Ciò avviene in quanto il testacroce è fornito di pattini che scorrono su apposite guide dell'incastellatura, obbligando quindi l'occhio di biella ad una traiettoria prefissata lungo l'asse del cilindro, scaricando così lo stantuffo della componente normale (perpendicolare allo scorrimento) della forza che si genera dall'accoppiamento. L'utilizzo del testacroce è particolarmente indispensabile quando lo stantuffo ha una lunghezza limitata, che fornirebbe perciò una insufficiente superficie di guida.
I pattini del testacroce possono essere con o senza rivestimento antifrizione, e scorrono su guide che possono essere piane, a V o cilindriche.
Un tipo particolare di testacroce si ha con il Giogo scozzese che realizza non solo il contenimento laterale della spinte, ma anche la completa trasformazione del moto rotatorio in lineare, o viceversa.